# Nuevo Laredo, Veracruz
Nuevo Laredo är en ort i Mexiko.   Den ligger i kommunen Tantoyuca och delstaten Veracruz, i den sydöstra delen av landet, 230 km norr om huvudstaden Mexico City. Nuevo Laredo ligger 162 meter över havet och antalet invånare är 249.
Terrängen runt Nuevo Laredo är platt. Runt Nuevo Laredo är det ganska tätbefolkat, med 72 invånare per kvadratkilometer. Närmaste större samhälle är Tantoyuca, 4,5 km väster om Nuevo Laredo. Trakten runt Nuevo Laredo består till största delen av jordbruksmark.